# Batrachoseps pacificus
Batrachoseps pacificus é uma espécie de salamandra da família Plethodontidae.
É endémica dos Estados Unidos.
Os seus habitats naturais são: florestas temperadas, matagal de clima temperado e campos de gramíneas de clima temperado.